# Гонолулу
Гонолулу ([ˌhoʊnoʊˈluːluː]; англ. і гав. Honolulu) — це статистично обумовлена місцевість та окружний центр округу Гонолулу. Це столиця штату та найбільш густонаселене місто американського штату Гаваї. Гонолулу є великим фінансовим центром Тихого океану.
Гавайською мовою, Гонолулу означає «захищена бухта» або «місце притулку». Місто є столицею Гавайських островів з 1845 року і отримало історичне визнання після японського нападу на Перл-Гарбор, що розташовується поруч з містом, 7 грудня 1941 року.

## Історія

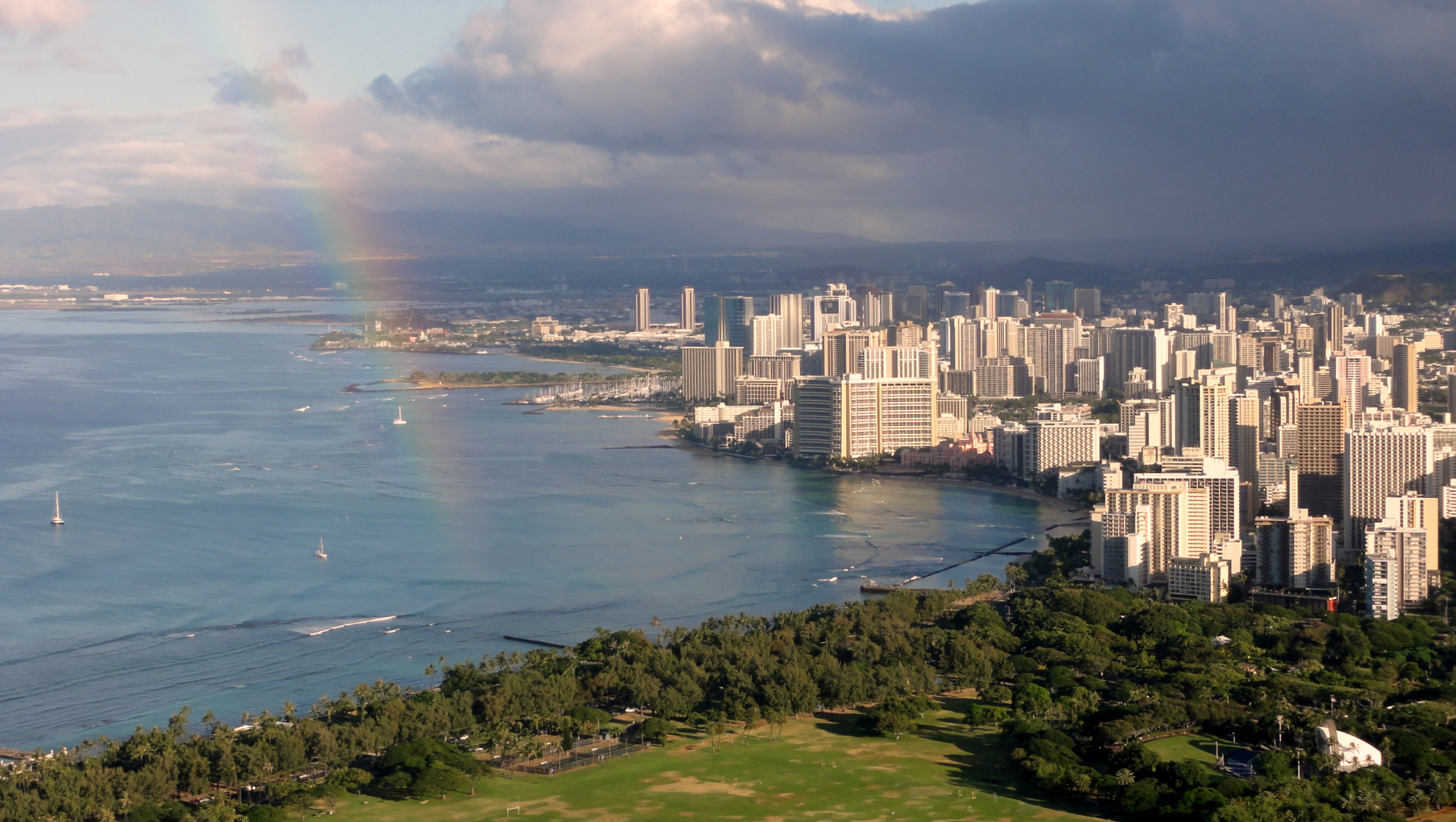
Вид на Гонолулу з кратера Даймонд Гед

Точно не відомо, коли в Гонолулу оселилися мігранти з Полінезії. Усні джерела та знайдені предмети вказують на те, що на місці, де зараз знаходиться Гонолулу у 12-му столітті було поселення. Але після того, як Камехамеха I одержав перемогу над Оаху у Битві Нууану Палі (англ. Nuuanu Pali), він переніс свій королівський двір з острова Гаваї до острова Оаху у містечко Вайкікі (англ. Waikīkī) (зараз частина Гонолулу) у 1804 р. Пізніше у 1809 р. його двір перемістився на місце, що зараз є центром Гонолулу.
Англійський капітан Вільям Браун був першим іноземцем, який у 1794 р. приплив на місце, що зараз є гаванню міста Гонолулу. Пізніше прибували інші іноземні кораблі й порт Гонолулу поступово перетворився на важливий центр для торгових кораблів, що мандрували між північною Америкою та Азією.
У 1845 р., Камехамеха III остаточно переніс столицю Гавайського Королівства з Лагайни на острові Мауї до Гонолулу. Він та королі, що слідували за ним, перетворили Гонолулу в сучасну столицю і тут були побудовані такі споруди, як собор Св. Андрія, палац Іолані (англ. Iolani), та Алііолані Галє (англ. Aliiolani Hale). Водночас Гонолулу став комерційним центром островів в торгівлі коли нащадки американських місіонерів заснували підприємства у центрі міста Гонолулу.
Незважаючи на бурхливу історію кінця 19 століття та початку 20 століття, коли була повалена гавайська монархія, Гаваї були пізніше анексовані Сполученими Штатами та пережили японську атаку на Перл-Гарбор, Гонолулу залишається столицею, найбільшим містом, головним аеропортом та портом Гавайських островів.
Економічний та туристичний бум настав після проголошення Гаваїв 50-м штатом США. Він спричинив швидкий економічний зріст Гонолулу та Гаваїв. Сучасне повітряне сполучення дозволяє тисячам, а пізніше і мільйонам туристів відвідати острови. Сьогодні Гонолулу — сучасне місто з численними багатоповерховими будинками, а Вайкікі — центр індустрії туризму на Гаваях, з великою кількістю готелів.

## Географія та клімат
Розташоване на острові Оаху, воно відоме у всьому світі як великий туристичний центр; Гонолулу є основними воротами в Гаваї та одне з основних воріт у США. Воно також є головним центром для міжнародного бізнесу, військової оборони, а також відоме як місце перетину для різних східних — західних, а також тихоокеанської культур, кухні та традицій.
Місто знаходиться в зоні тропічного клімату саван. Однак опадів випадає небагато, завдяки ефекту дощової тіні від Коолау, а вологий і сухий сезон виражені нечітко і плавно переходять одне в одного. У Гонолулу майже цілий рік сонячно. Протягом 12 місяців перепади температури незначні; середньомісячна максимальна температура становить 27-32 °C, а середньомісячна мінімальна — 18-24 °C. Дуже рідко стовпчик термометра піднімається до позначки 35 °C, а мінімальна температура вночі може опуститися до позначки 14-15 °C не більш двох разів на рік. Найвища температура 35 °C була зареєстрована в період аномальної спеки у вересні 1998 року. Пізніше в той же день була зареєстрована найвища температура на території штату на острові Ніїхау. Найнижча температура досягла позначки 11 °C 16 лютого 1902 та 20 січня 1969 року. Температура води біля узбережжя становить 27 °C протягом літніх місяців і 25 °C в зимовий період.
Щорічно в місті випадає в середньому 434 мм опадів, які в більшості випадків припадають на зимові місяці з жовтня до середини квітня. Влітку випадає незначна кількість опадів. В середньому в Гонолулу налічується 278 сонячних і 90 дощових днів в році.
Гонолулу є одночасно найпівденнішим та найзахіднішим великим містом США.
| Клімат міжнародного аеропорту «Гонолулу»              | Клімат міжнародного аеропорту «Гонолулу» | Клімат міжнародного аеропорту «Гонолулу» | Клімат міжнародного аеропорту «Гонолулу» | Клімат міжнародного аеропорту «Гонолулу» | Клімат міжнародного аеропорту «Гонолулу» | Клімат міжнародного аеропорту «Гонолулу» | Клімат міжнародного аеропорту «Гонолулу» | Клімат міжнародного аеропорту «Гонолулу» | Клімат міжнародного аеропорту «Гонолулу» | Клімат міжнародного аеропорту «Гонолулу» | Клімат міжнародного аеропорту «Гонолулу» | Клімат міжнародного аеропорту «Гонолулу» | Клімат міжнародного аеропорту «Гонолулу» |
| Показник                                              | Січ.                                     | Лют.                                     | Бер.                                     | Квіт.                                    | Трав.                                    | Черв.                                    | Лип.                                     | Серп.                                    | Вер.                                     | Жовт.                                    | Лист.                                    | Груд.                                    | Рік                                      |
| Абсолютний максимум, °C                               | 31                                       | 31                                       | 32                                       | 33                                       | 34                                       | 33                                       | 34                                       | 35                                       | 35                                       | 34                                       | 34                                       | 32                                       | 35                                       |
| Середній максимум, °C                                 | 26,7                                     | 26,8                                     | 27,3                                     | 28,2                                     | 29,2                                     | 30,6                                     | 31,1                                     | 31,5                                     | 31,4                                     | 30,4                                     | 28,8                                     | 27,3                                     | 29,1                                     |
| Середня температура, °C                               | 22,9                                     | 22,8                                     | 23,6                                     | 24,5                                     | 25,4                                     | 26,8                                     | 27,3                                     | 27,7                                     | 27,5                                     | 26,7                                     | 25,3                                     | 23,8                                     | 25,4                                     |
| Середній мінімум, °C                                  | 19,1                                     | 18,9                                     | 19,8                                     | 20,8                                     | 21,6                                     | 23,0                                     | 23,6                                     | 23,9                                     | 23,6                                     | 23,0                                     | 21,9                                     | 20,2                                     | 21,6                                     |
| Абсолютний мінімум, °C                                | 11                                       | 11                                       | 12                                       | 13                                       | 16                                       | 17                                       | 17                                       | 17                                       | 18                                       | 16                                       | 14                                       | 12                                       | 11                                       |
| Середня кількість сонячних годин на місяць            | 213,5                                    | 212,7                                    | 259,2                                    | 251,8                                    | 280,6                                    | 286,1                                    | 306,2                                    | 303,1                                    | 278,8                                    | 244,0                                    | 200,4                                    | 199,5                                    | 3035,9                                   |
| Норма опадів, мм                                      | 59                                       | 51                                       | 51                                       | 16                                       | 16                                       | 6.6                                      | 13                                       | 14                                       | 18                                       | 47                                       | 61                                       | 82                                       | 434                                      |
| Днів з опадами                                        | 8,5                                      | 7,4                                      | 8,8                                      | 7,5                                      | 5,8                                      | 5,7                                      | 7,1                                      | 5,6                                      | 6,9                                      | 7,6                                      | 8,8                                      | 9,7                                      | 89,4                                     |
| Вологість повітря, %                                  | 73.3                                     | 70.8                                     | 68.8                                     | 67.3                                     | 66.1                                     | 64.4                                     | 64.6                                     | 64.1                                     | 65.5                                     | 67.5                                     | 70.4                                     | 72.4                                     | 67.9                                     |
| ----------------------------------------------------- | ---------------------------------------- | ---------------------------------------- | ---------------------------------------- | ---------------------------------------- | ---------------------------------------- | ---------------------------------------- | ---------------------------------------- | ---------------------------------------- | ---------------------------------------- | ---------------------------------------- | ---------------------------------------- | ---------------------------------------- | ---------------------------------------- |
| Джерело: NOAA (відносна вологість та сонце 1961—1990) |                                          |                                          |                                          |                                          |                                          |                                          |                                          |                                          |                                          |                                          |                                          |                                          |                                          |

## Економіка
Найбільше місто та аеропорт на Гавайських островах, Гонолулу діє як природні ворота для великої туристичної індустрії островів, яка приваблює мільйони відвідувачів і приносить 10 мільярдів доларів щорічно в місцеву економіку. Розташування Гонолулу в Тихому океані також робить його великим діловим і торговим центром, особливо між Сходом і Заходом. Інші важливі аспекти економіки міста включають військову оборону, наукові дослідження і розробки та виробництво.
Серед компаній, що базуються в Гонолулу, такі як: 
- Alexander & Baldwin
- Bank of Hawaii
- Central Pacific Bank
- First Hawaiian Bank
- Hawaii Medical Service Association
- Hawaii Pacific Health
- Hawaiian Electric Industries
- Matson Navigation Company
- The Queen's Health Systems

У місті розташовані штаб-квартири Hawaiian Airlines, Island Air, та Aloha Air Cargo. До свого розпаду в місті була штаб-квартира Aloha Airlines. Свого часу штаб-квартира авіакомпанії Mid-Pacific Airlines розташовувалася на території міжнародного аеропорту Гонолулу.
У 2009 році середня орендна плата в Гонолулу зросла на 4,5 %, що залишило його на другому місці за вартістю оренди серед 210 мегаполісів США. Аналогічно, загальна вартість життя, включно з бензином, електроенергією та більшістю продуктів харчування, є набагато вищою, ніж на материковій частині США, оскільки місто та штат змушені імпортувати більшість товарів. а даними одного зі звітів за 2014 рік, вартість життя в Гонолулу була на 69 % вищою, ніж у середньому по США.
Оскільки єдині національні банки на Гаваях є місцевими, багато відвідувачів та нових жителів повинні звикнути до різних банків. First Hawaiian Bank — найбільший і найстаріший банк на Гаваях, штаб-квартира якого розташована в First Hawaiian Center, найвищій офісній будівлі штату.

## Населення
Населення міста Гонолулу було 390 738 в переписі 2010 року, в той час, як населення агломерації становило 953 207 осіб. Гонолулу є найбільш населеною столицею штату відносно до населення штату.
Етнічний склад:
- білі — 17,9 % (у 1970 — 33,9 %)
- афроамериканці  — 1,5 %
- азіати — 54,8 % (у тому числі японці — 19,9 %, філіппінці — 13,2 %, китайці — 10,4 %)
- гавайці та інші полінезійці — 8,4 % (у тому числі гавайці — 3,2 %, самоанці — 1,5 %)
- латиноамериканці — 5,4 %

Таким чином, Гонолулу є столицею штату з найменшою часткою білих і найбільшою часткою азійців в США, а також єдиною столицею, де частка полінезійців перевищує частки афроамериканців і латиноамериканців (причому разом узятих).

## Спорт
Тропічний клімат Гонолулу сприяє активному відпочинку протягом усього року. У 2004 році журнал «Men's Fitness» назвав Гонолулу найспортивнішим містом США. У Гонолулу є три великі дорожні гонки:
- Великий забіг Алоха проводиться щороку в День Президента.
- Марафон Гонолулу, який проводиться щороку у другу неділю грудня, щороку збирає понад 20 000 учасників, приблизно половина з яких — з Японії, а дві третини — з інших країн.
- Тріатлон Гонолулу — це олімпійські змагання з тріатлону на довгій дистанції, які проводяться Тріатлоном США і частково Японією. Проводиться щорічно в травні з 2004 року, без спринтерської дистанції.

Уперше змагання Ironman Hawaii були проведені в Гонолулу. Це був перший в історії тріатлонний турнір Ironman, який також є чемпіонатом світу.
Заплив у бурхливій воді Waikiki Roughwater Swim проводиться щороку біля пляжу Вайкікі. Заснована Джимом Коттоном у 1970 році, дистанція становить 2,384 милі (3,837 км) і простягається від готелю New Otani до вежі Hilton Rainbow Tower.
Любителі масових видів спорту в Гонолулу, як правило, займаються футболом, волейболом, баскетболом, регбі-ю́ніоном, регбілігом та бейсболом в Гавайськом університеті у Маноа. Особливою популярністю користуються спортивні заходи для старшокласників, особливо футбол.
У Гонолулу немає професійних спортивних команд, а будь-які потенційні команди змушені здійснювати надзвичайно довгі подорожі на виїзні матчі до континентальних штатів. Тут виступали команди"Гаваї Айлендерс" (Ліга Тихоокеанського узбережжя, 1961-87), «Гаваї» (Світова футбольна ліга, 1974-75), «Тім Гаваї» (Північноамериканська футбольна ліга, 1977) і «Гаваї Айлендерс» (af2, 2002-04).
У Гонолулу розігрується футбольний Кубок Гаваїв NCAA. Гонолулу також приймав щорічний турнір Pro Bowl NFL у лютому кожного року з 1980 по 2009 рік. Після того, як у 2010 та 2015 роках ігри були проведені у Маямі-Гарденс і Глендейл відповідно, Pro Bowl знову відбувся в Гонолулу з 2011 по 2014 рік, останній раз — у 2016 році. З 1993 по 2008 рік Гонолулу приймав Hawaii Winter Baseball, у якому брали участь гравці нижчих ліг із Вищої ліги бейсболу, професійного бейсболу Nippon, Корейської бейсбольної організації, а також з незалежних ліг.
У 2018 році команда Малої ліги Гонолулу пройшла кваліфікацію на турнір Світової серії Малої ліги. Команда не зазнала жодної поразки на шляху до фіналу чемпіонату США, де перемогла команду Американської малої ліги Пічтрі Сіті з Джорджії з рахунком 3:0. У фіналі чемпіонату світу команда зіграла з командою Південної Кореї «South Seoul Little League». Гавайський пітчер Ка'олу Холт провів повну гру, зробивши 8 страйків, і Мала ліга Гонолулу, знову з рахунком 3:0, здобула перемогу, ставши чемпіоном Світової серії 2018 року і третім загальним титулом Гаваїв у Світовій серії малої ліги.

### Місця проведення заходів
У Гонолулу є такі місця для занять спортом, як:
- Стадіон «Леса Муракамі» Гавайського університету в Маноа (бейсбол)
- Neal S. Blaisdell Center Arena (баскетбол)
- Стен Шериф Центр Гавайського університету в Маноа (баскетбол і волейбол)

Стадіон «Алоха» був місцем для гри в американський футбол та футболу, розташованим у Галаві поблизу Перл-Гарбору, недалеко від Гонолулу. Стадіон було закрито у 2020 році. У 2022 році було оголошено про плани будівництва нового стадіону на цьому місці

## Уродженці
- Хірам Фонг (1906—2004) — американський політик, представляв штат Гаваї у Сенаті США з 1959 по 1977 рр.
- Марк Дакаскос (*1964) — американський актор та майстер бойових мистецтв.